# Arc de Triomphe (beeld)
Arc de Triomphe is een beeld van het Oostenrijkse kunstenaarscollectief Gelitin.

## Beschrijving
Het beeld, geïnspireerd door het barokke landschap, toont een man in acrobatische pose vervaardigd uit plasticine. Zijn penis doet dienst als fontein. 
Het werk was de blikvanger van Experience Traps in 2018 in het Middelheimmuseum te Antwerpen. Het beeld lokte controverse uit en kreeg hierdoor veel persaandacht in binnen- en buitenland. Eerder was het beeld onder andere te zien voor het Museum der Moderne te  Salzburg en in het Fondazione Prada te Milaan.